# Selección de fútbol sub-15 de Polonia
La selección de fútbol sub-15 de Polonia es el equipo formado por jugadores de nacionalidad polaca menores de 15 años, que representan a Polonia en torneos internacionales de fútbol para este nivel y es controlado por la Asociación Polaca de Fútbol.
El equipo juega el Campeonato Europeo Sub-15.